# ذا تري موسكاتلز (فلم)
ذا تري موسكاتلز (بالإنجليزية: The Three Muscatels)، هُو فيلم كوميدي درامي صدر سنة 1991 وأخرجه روميل فوستر أوينز. الفيلم من بطولة ريتشارد براير وزوجته آنذاك فلين بيلين، التي كتبت السيناريو أيضًا مع كال ويلسون. الفيلم مأخوذ عن رواية الفرسان الثلاثة التي كتبها ألكسندر دوماس عام 1844. كان هذا آخر فيلم لريتشارد براير تم عرضه في دور سينمائي وحصل فيه على جائزة أفضل ممثل في دور درامي. عُرض الفيلم لأول مرة في سوق الأفلام الأفريقية الأمريكية في نوفمبر 1991.

## وصلات خارجية
- مقالات تستعمل روابط فنية بلا صلة مع ويكي بيانات